# Cylindrothecium flavescens
Cylindrothecium flavescens là một loài Rêu trong họ Entodontaceae. Loài này được (Hook.) Paris mô tả khoa học đầu tiên năm 1894.